# Gustav Richard Neumann
Gustav Richard Ludwig Neumann (* 15. Dezember 1838 in Gleiwitz; † 16. Februar 1881 in Allenberg, Kreis Wehlau/Ostpreußen) war ein deutscher Schachspieler.

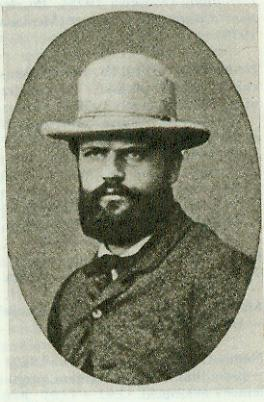
Neumann in den 1860er Jahren

## Leben und Laufbahn als Schachspieler
Neumann kam im schlesischen Gleiwitz als Sohn eines Druckers 1838 zur Welt. Sein schachliches Talent zeigte sich bereits im Alter von zehn Jahren. Nach dem Abitur ermöglichte ihm seine Familie ab 1860 ein Studium der Medizin in Berlin, doch widmete er sich, kaum in Berlin angekommen, überwiegend dem Schachspiel. Er schloss sein Studium nie ab, diente aber im Preußisch-Österreichischen Krieg 1866 als Feldunterarzt.
Gustav Neumann, heute beinahe vergessen, war zu seiner Zeit einer der stärksten und berühmtesten Schachmeister. In seiner Berliner Zeit, den 1860er Jahren, maß er sich mit den besten deutschen Spielern. Adolf Anderssen akzeptierte ihn während seiner alljährlichen Berlinbesuche gerne als Gegner. Im Jahr 1865 gewann er das Turnier der Berliner Schachgesellschaft mit dem Resultat von +34 =0 −0. Im gleichen Jahr siegte er beim Westdeutschen Schachkongress in Elberfeld in allen drei Partien.
Sein erstes internationales Turnier spielte Neumann in Paris 1867 (4. Platz) und galt seitdem als einer der besten Spieler Europas. Im selben Jahr siegte Neumann im schottischen Dundee (Zweiter wurde Wilhelm Steinitz). Neumann übernahm in Berlin im Jahr 1864 die Redaktion der Neuen Berliner Schachzeitung und beteiligte sich rege auf publizistischem Gebiet. Seine in den folgenden Jahren erschienenen Schachbücher waren ausgesprochen beliebt und wurden in zahlreiche Sprachen übersetzt.
Im Jahr 1869 entschloss er sich, nach Paris überzusiedeln, um dort sein Studium zu beenden. Doch dazu sollte es nicht mehr kommen. Neumann erlitt im Dezember 1869 einen Nervenzusammenbruch und wurde in eine Pariser Nervenheilanstalt eingewiesen. Im März 1870 gelang ihm, dank der Hilfe von Freunden, die Rückkehr nach Deutschland, doch blieb die Nervenerkrankung bestehen, und bis zum Ende seines Lebens standen ihm noch viele Schmerzen und Klinikaufenthalte bevor. Er nahm aber weiterhin, soweit ihm seine Krankheit dies erlaubte, an Schachturnieren teil: 1870 wurde er in Baden-Baden Dritter (er besiegte Adolf Anderssen 2:0). Sein letztes Turnier spielte er 1872 in Altona, wo er den zweiten Preis errang. Die Krankheit wurde nun übermächtig, und er musste das Schachspielen aufgeben. Er starb, nur 42-jährig, 1881 in Allenberg. 
Gustav Neumanns höchste historische Elo-Zahl betrug 2742. Diese erreichte er im Oktober 1867. Von Dezember 1868 bis Mai 1870 lag er auf Platz eins der nachträglich berechneten Weltrangliste.

## Vorschlag einer Remisregel
Im Turnier zu Baden-Baden 1870 verlor Neumann in der 10. Runde mit den weißen Steinen eine „ewige Partie“, die bei 124 Zügen über zwölf Stunden dauerte. Sein Gegner Wilhelm Steinitz bediente sich dabei vom 19. bis zum 29. Zug sowie vom 34. bis zum 40. Zug und vom 87. bis 101. Zug ständiger Zugwiederholungen. Neumann äußerte sich später in der „Deutschen Schachzeitung“ wie folgt dazu:  „(...) so bringe ich, zur Vermeidung eines mehrmals im Badener Turnier eingetretenen Falles, in Vorschlag, dass nach dreimaliger Wiederholung desselben Zuges von beiden Seiten, jeder Spieler das Recht habe, die Partie als unentschieden abzubrechen.“ In leicht modifizierter Form wurde diese Regel eines Remis durch Zugwiederholung später im Turnierschach üblich und wird bis heute beibehalten.

## Werke
- Die neueste Theorie und Praxis des Schachspiels seit dem Schachcongresse zu New-York i. J. 1857, Julius Springer, Berlin 1865 (mit Berthold Suhle)
- Leitfaden für Anfänger im Schachspiel, Julius Springer, Berlin 1865 (weitere Auflagen 1874 und 1879, zuletzt bearbeitet von Antonius van der Linde)
- A. Anderssens Schachpartieen (sic) aus den Jahren 1864 und 1865, Julius Springer, Berlin 1866
- Das Schachspiel und seine Abarten, Julius Springer, Berlin 1867